# Erioconopa trivialis
Erioconopa trivialis là một loài ruồi trong họ Limoniidae. Chúng phân bố ở miền Cổ bắc.